# Miejska Górka
Miejska Górka é um município da Polônia, na voivodia da Grande Polônia e no condado de Rawicz. Estende-se por uma área de 3,14 km², com 3 262 habitantes, segundo os censos de 2016, com uma densidade de 1038,9 hab/km².